# Arctornis linguluncus
Arctornis linguluncus är en fjärilsart som beskrevs av Holloway 1999. Arctornis linguluncus ingår i släktet Arctornis och familjen tofsspinnare. Inga underarter finns listade i Catalogue of Life.